# Сокол (дружество)
Сокол е спортно движение, създадено в Чехия, където през 1935 г. то достига 700 000 души - пълнолетни мъже и жени, младежи и деца. За аналог на дружеството в България широко се приема Съюза "Юнак".

## Възникване
Соколското движение е основано като гимнастическа организация за всички възрасти в Прага в чешкия регион на Австро-Унгария от Мирослав Тирш и Индржих Фюгнер през 1862 г. 
Според съобщения в пресата, към 31 декември 1939 г. Чешката соколска организация се подразделя на 42 соколски жупи с 2677 организирани клона, 642093 члена и 1052 физкултурни дома, с 49 повече от предходната година.

## Дейност
През 1929 г. в Пилзен български представители участват в соколски събор, определян като „исторически за южните славяни". През 1930 г. представители на варненското дружество „Черноморски юнак" участват в VII юнашки събор.
На 11 юли 1935 г. в Академията на науките в София се състои Конференция на Всеславянския соколски съюз. В нея участват полски и чешки делегати, а югославянската делегация пристига с 7000 соколи в девет специални влака от Сърбия, Македония, Босна и Хърватия. Според приблизителни изчисления в пресата от 1935 г., за това събитие на Софийската гара са се стекли над 30 000 юнаци. Делегатите носят червена униформа или национални носии, акламирани са шумно от многохилядни зрители по балконите и улиците на столицата и са приветствани от председателя на Съюза "Юнак" ген. Рашко Атанасов.
През 1936 г. България подготвя делегация от 2000 участника за соколския събор в Суботица, Кралство Югославия.